# Йорії (Сайтама)

36°7′6″ пн. ш. 139°11′35″ сх. д. / 36.11833° пн. ш. 139.19306° сх. д.
Йо́рії (яп. 寄居町, よりいまち, МФА: [joɾʲi.i mat͡ɕi̥]) — містечко в Японії, в повіті Осато префектури Сайтама. Станом на 1 жовтня 2008 площа містечка становила 64,17 км². Станом на 1 січня 2009 населення містечка становило 36 397 осіб.